# Manchester United F.C. w sezonie 2018/2019
Sezon 2018/19 był dla Manchesteru United 27. sezonem w Premier League i 44. sezonem z rzędu w najwyższej klasie rozgrywkowej w Anglii.
Sezon rozpoczął się 10 sierpnia 2018 roku meczem przeciwko Leicester City, wygranym przez Manchester United 2:1.
25 września 2018 roku Manchester United odpadł w 3. rundzie Pucharu Ligi, przegrywając z Derby County po rzutach karnych 7:8 (spotkanie zakończyło się wynikiem 2:2).
18 grudnia 2018 roku José Mourinho został zwolniony z funkcji menadżera Manchesteru United.
19 grudnia 2018 roku Ole Gunnar Solskjær został ogłoszony tymczasowym menadżerem Manchesteru United.
16 marca 2019 roku Manchester United odpadł w 1/4 Pucharu Anglii, przegrywając z Wolverhampton Wanderers 2:1.
28 marca 2019 roku Ole Gunnar Solskjær podpisał trzyletni kontrakt z Manchesterem United.
16 kwietnia 2019 roku Manchester United odpadł w 1/4 Ligi Mistrzów, przegrywając w dwumeczu 4:0 z FC Barceloną (pierwszy mecz 1:0).
Sezon w Premier League Manchester United zakończył na 6. pozycji.

## Mecze

### Przedsezonowe i towarzyskie
| Szczegóły meczu                                                 | Wynik                                                                               | Wynik               | Wynik                                | Skład |
| --------------------------------------------------------------- | ----------------------------------------------------------------------------------- | ------------------- | ------------------------------------ | --- |
| 20 lipca 2018, 4:00 University of Phoenix Stadium 37 766 widzów | Club América                                                                        | 1 – 1               | Manchester United                    | Grant (46' Pereira), Shaw (76' Greenwood), Smalling, Bailly, Valencia (46' Fosu-Mensah), McTominay (87' Tuanzebe), Pereira, Herrera, Mitchell (60' Chong), Martial (60' Darmian), Mata (87' Gomes)                           |
| 20 lipca 2018, 4:00 University of Phoenix Stadium 37 766 widzów | 59' Henry Martín                                                                    |                     | Juan Mata 78'                        | Grant (46' Pereira), Shaw (76' Greenwood), Smalling, Bailly, Valencia (46' Fosu-Mensah), McTominay (87' Tuanzebe), Pereira, Herrera, Mitchell (60' Chong), Martial (60' Darmian), Mata (87' Gomes)                           |
| 22 lipca 2018, 23:00 Levi's Stadium 32 549 widzów               | San Jose Earthquakes                                                                | 0 – 0               | Manchester United                    | Pereira (46' Grant), Valencia (7' Darmian), Bailly (46' Fosu-Mensah), Smalling (46' Tuanzebe), Shaw (76' Mitchell), Herrera, Garner (46' McTominay), Pereira (83' Gomes), Chong (46' Mata), Martial, Sánchez (65' Greenwood) |
| 22 lipca 2018, 23:00 Levi's Stadium 32 549 widzów               |                                                                                     |                     |                                      | Pereira (46' Grant), Valencia (7' Darmian), Bailly (46' Fosu-Mensah), Smalling (46' Tuanzebe), Shaw (76' Mitchell), Herrera, Garner (46' McTominay), Pereira (83' Gomes), Chong (46' Mata), Martial, Sánchez (65' Greenwood) |
| 26 lipca 2018, 5:05 StubHub Center 21 742 widzów                | A.C. Milan                                                                          | 1 – 1 (8-9 po r.k.) | Manchester United                    | Grant (46' Pereira), Bailly, Smalling, Tuanzebe, Darmian, Herrera, McTominay, Pereira, Shaw (74' Fosu-Mensah), Mata (89' Hamilton), Sánchez                                                                                  |
| 26 lipca 2018, 5:05 StubHub Center 21 742 widzów                | 15' Suso                                                                            |                     | Alexis Sánchez 12'                   | Grant (46' Pereira), Bailly, Smalling, Tuanzebe, Darmian, Herrera, McTominay, Pereira, Shaw (74' Fosu-Mensah), Mata (89' Hamilton), Sánchez                                                                                  |
| 28 lipca 2018, 23:05 Michigan Stadium 101 254 widzów            | Liverpool                                                                           | 4 – 1               | Manchester United                    | Grant (46' Pereira), Darmian, Fosu-Mensah, Smalling, Tuanzebe (80' Gomes), Mitchell (71' Chong), McTominay, Herrera (80' Bohui), Pereira, Mata (71' Fred), Sánchez (80' Williams)                                            |
| 28 lipca 2018, 23:05 Michigan Stadium 101 254 widzów            | 28' Sadio Mané (r.k.) 66' Daniel Sturridge 73' Sheyi Ojo (r.k.) 82' Xherdan Shaqiri |                     | Andreas Pereira 31'                  | Grant (46' Pereira), Darmian, Fosu-Mensah, Smalling, Tuanzebe (80' Gomes), Mitchell (71' Chong), McTominay, Herrera (80' Bohui), Pereira, Mata (71' Fred), Sánchez (80' Williams)                                            |
| 1 sierpnia 2018, 2:05 Hard Rock Stadium 64 141 widzów           | Real Madryt                                                                         | 1 – 2               | Manchester United                    | de Gea, Darmian, Bailly, Fosu-Mensah, Shaw, Fred (68' Tuanzebe), Herrera, McTominay (78' Mitchell), Pereira, Mata (82' Garner), Sánchez                                                                                      |
| 1 sierpnia 2018, 2:05 Hard Rock Stadium 64 141 widzów           | 45' Karim Benzema                                                                   |                     | Alexis Sánchez 18' Ander Herrera 27' | de Gea, Darmian, Bailly, Fosu-Mensah, Shaw, Fred (68' Tuanzebe), Herrera, McTominay (78' Mitchell), Pereira, Mata (82' Garner), Sánchez                                                                                      |
| 5 sierpnia 2018, 20:15 Allianz Arena 75 000 widzów              | Bayern Monachium                                                                    | 1 – 0               | Manchester United                    | de Gea (78' Grant), Darmian (65' Jones), Lindelöf (78' Tuanzebe), Bailly (50' Smalling), Shaw (78' Mitchell), Fred (78' Chong), Herrera (82' Garner), Pereira, Mata (65' McTominay), Rashford (65' Fosu-Mensah), Sánchez     |
| 5 sierpnia 2018, 20:15 Allianz Arena 75 000 widzów              | 59' Javi Martínez                                                                   |                     |                                      | de Gea (78' Grant), Darmian (65' Jones), Lindelöf (78' Tuanzebe), Bailly (50' Smalling), Shaw (78' Mitchell), Fred (78' Chong), Herrera (82' Garner), Pereira, Mata (65' McTominay), Rashford (65' Fosu-Mensah), Sánchez     |

### Premier League
| Szczegóły meczu                                                     | Wynik                                                                 | Wynik                                                        | Wynik                                                                                               | Skład |
| ------------------------------------------------------------------- | --------------------------------------------------------------------- | ------------------------------------------------------------ | --------------------------------------------------------------------------------------------------- | --- |
| 10 sierpnia 2018, 21:00 Old Trafford 74 439 widzów                  | Manchester United                                                     | 2 – 1                                                        | Leicester City                                                                                      | de Gea, Darmian, Bailly, Lindelöf, Shaw, Fred (77' McTominay), Pogba (84' Fellaini), Pereira, Mata, Sánchez, Rashford (66' Lukaku)       |
| 10 sierpnia 2018, 21:00 Old Trafford 74 439 widzów                  | 3' Paul Pogba (r.k.) 83' Luke Shaw                                    |                                                              | Jamie Vardy 90+2'                                                                                   | de Gea, Darmian, Bailly, Lindelöf, Shaw, Fred (77' McTominay), Pogba (84' Fellaini), Pereira, Mata, Sánchez, Rashford (66' Lukaku)       |
| 19 sierpnia 2018, 17:00 The Amex 30 592 widzów                      | Brighton & Hove Albion                                                | 3 – 2                                                        | Manchester United                                                                                   | de Gea, Young, Lindelöf, Bailly, Shaw, Fred, Pereira (46' Lingard), Pogba, Mata (46' Rashford), Lukaku, Martial (60' Fellaini)           |
| 19 sierpnia 2018, 17:00 The Amex 30 592 widzów                      | 25' Glenn Murray 27' Shane Duffy 44' Pascal Groß (r.k.)               |                                                              | Romelu Lukaku 34' Paul Pogba 90+5' (r.k.)                                                           | de Gea, Young, Lindelöf, Bailly, Shaw, Fred, Pereira (46' Lingard), Pogba, Mata (46' Rashford), Lukaku, Martial (60' Fellaini)           |
| 27 sierpnia 2018, 21:00 Old Trafford 74 400 widzów                  | Manchester United                                                     | 0 – 3                                                        | Tottenham Hotspur                                                                                   | de Gea, Valencia, Smalling, Jones (58' Lindelöf), Shaw, Herrera (55' Sánchez), Matić (61' Fellaini), Fred, Lingard, Pogba, Lukaku        |
| 27 sierpnia 2018, 21:00 Old Trafford 74 400 widzów                  |                                                                       | Harry Kane 50' Lucas Moura 52' Lucas Moura 84'               | | de Gea, Valencia, Smalling, Jones (58' Lindelöf), Shaw, Herrera (55' Sánchez), Matić (61' Fellaini), Fred, Lingard, Pogba, Lukaku        |
| 2 września 2018, 17:00 Turf Moor 21 525 widzów                      | Burnley                                                               | 0 – 2                                                        | Manchester United                                                                                   | de Gea, Valencia, Lindelöf, Smalling, Shaw, Fellaini, Matić, Pogba (90' Bailly), Lingard (76' Herrera), Lukaku, Sánchez (61' Rashford)   |
| 2 września 2018, 17:00 Turf Moor 21 525 widzów                      |                                                                       | Romelu Lukaku 27' Romelu Lukaku 44'                          | | de Gea, Valencia, Lindelöf, Smalling, Shaw, Fellaini, Matić, Pogba (90' Bailly), Lingard (76' Herrera), Lukaku, Sánchez (61' Rashford)   |
| 15 września 2018, 18:30 Vicarage Road 20 537 widzów                 | Watford                                                               | 1 – 2                                                        | Manchester United                                                                                   | de Gea, Valencia (90' Bailly), Smalling, Lindelöf, Young, Fellaini, Matić, Pogba, Lingard (71' Martial), Sánchez (84' McTominay), Lukaku |
| 15 września 2018, 18:30 Vicarage Road 20 537 widzów                 | 65' Andre Gray                                                        |                                                              | Romelu Lukaku 35' Chris Smalling 38'                                                                | de Gea, Valencia (90' Bailly), Smalling, Lindelöf, Young, Fellaini, Matić, Pogba, Lingard (71' Martial), Sánchez (84' McTominay), Lukaku |
| 22 września 2018, 16:00 Old Trafford 74 489 widzów                  | Manchester United                                                     | 1 – 1                                                        | Wolverhampton Wanderers                                                                             | de Gea, Valencia, Lindelöf, Smalling, Shaw, Fellaini, Fred (63' Martial), Pogba, Lingard (75' Pereira), Lukaku, Sánchez (63' Mata)       |
| 22 września 2018, 16:00 Old Trafford 74 489 widzów                  | 18' Fred                                                              |                                                              | João Moutinho 53'                                                                                   | de Gea, Valencia, Lindelöf, Smalling, Shaw, Fellaini, Fred (63' Martial), Pogba, Lingard (75' Pereira), Lukaku, Sánchez (63' Mata)       |
| 29 września 2018, 13:30 Stadion Olimpijski w Londynie 56 938 widzów | West Ham United                                                       | 3 – 1                                                        | Manchester United                                                                                   | de Gea, Young, Lindelöf (57' Rashford), Smalling, Shaw, Matić, Fellaini, McTominay, Pogba (71' Fred), Martial (71' Mata), Lukaku         |
| 29 września 2018, 13:30 Stadion Olimpijski w Londynie 56 938 widzów | 5' Felipe Anderson 43' Victor Lindelöf (sam.) 74' Marko Arnautović    |                                                              | Marcus Rashford 71'                                                                                 | de Gea, Young, Lindelöf (57' Rashford), Smalling, Shaw, Matić, Fellaini, McTominay, Pogba (71' Fred), Martial (71' Mata), Lukaku         |
| 6 października 2018, 18:30 Old Trafford 74 519 widzów               | Manchester United                                                     | 3 – 2                                                        | Newcastle United                                                                                    | de Gea, Young, Bailly (19' Mata), Smalling, Shaw, McTominay (46' Fellaini), Matić, Rashford (67' Sánchez), Pogba, Martial, Lukaku        |
| 6 października 2018, 18:30 Old Trafford 74 519 widzów               | 70' Juan Mata 76' Anthony Martial 90' Alexis Sánchez                  |                                                              | Kenedy 7' Yoshinori Mutō 10'                                                                        | de Gea, Young, Bailly (19' Mata), Smalling, Shaw, McTominay (46' Fellaini), Matić, Rashford (67' Sánchez), Pogba, Martial, Lukaku        |
| 20 października 2018, 13:30 Stamford Bridge 40 721 widzów           | Chelsea                                                               | 2 – 2                                                        | Manchester United                                                                                   | de Gea, Young, Lindelöf, Smalling, Shaw, Mata (75' Herrera), Matić, Pogba, Rashford (83' Sánchez), Lukaku, Martial (84' Pereira)         |
| 20 października 2018, 13:30 Stamford Bridge 40 721 widzów           | 21' Antonio Rüdiger 90+6' Ross Barkley                                |                                                              | Anthony Martial 55' Anthony Martial 73'                                                             | de Gea, Young, Lindelöf, Smalling, Shaw, Mata (75' Herrera), Matić, Pogba, Rashford (83' Sánchez), Lukaku, Martial (84' Pereira)         |
| 28 października 2018, 17:00 Old Trafford 74 525 widzów              | Manchester United                                                     | 2 – 1                                                        | Everton                                                                                             | de Gea, Young, Lindelöf, Smalling, Shaw, Matić, Pogba, Mata (85' Herrera), Fred (90' Lingard), Rashford (65' Lukaku), Martial            |
| 28 października 2018, 17:00 Old Trafford 74 525 widzów              | 27' Paul Pogba 49' Anthony Martial                                    |                                                              | Gylfi Sigurðsson 77' (r.k.)                                                                         | de Gea, Young, Lindelöf, Smalling, Shaw, Matić, Pogba, Mata (85' Herrera), Fred (90' Lingard), Rashford (65' Lukaku), Martial            |
| 3 listopada 2018, 13:30 Dean Court 10 792 widzów                    | Bournemouth                                                           | 1 – 2                                                        | Manchester United                                                                                   | de Gea, Young, Lindelöf, Smalling, Shaw, Matić, Fred (56' Herrera), Pogba, Mata (56' Rashford), Sánchez (78' Rashford), Martial          |
| 3 listopada 2018, 13:30 Dean Court 10 792 widzów                    | 11' Callum Wilson                                                     |                                                              | Anthony Martial 35' Marcus Rashford 90+2'                                                           | de Gea, Young, Lindelöf, Smalling, Shaw, Matić, Fred (56' Herrera), Pogba, Mata (56' Rashford), Sánchez (78' Rashford), Martial          |
| 11 listopada 2018, 17:30 Etihad Stadium 54 316 widzów               | Manchester City                                                       | 3 – 1                                                        | Manchester United                                                                                   | de Gea, Young, Smalling, Lindelöf, Shaw, Matić, Herrera (73' Mata), Fellaini, Lingard (56' Lukaku), Rashford (73' Sánchez), Martial      |
| 11 listopada 2018, 17:30 Etihad Stadium 54 316 widzów               | 12' David Silva 48' Sergio Agüero 86' İlkay Gündoğan                  |                                                              | Anthony Martial 58' (r.k.)                                                                          | de Gea, Young, Smalling, Lindelöf, Shaw, Matić, Herrera (73' Mata), Fellaini, Lingard (56' Lukaku), Rashford (73' Sánchez), Martial      |
| 24 listopada 2018, 16:00 Old Trafford 74 516 widzów                 | Manchester United                                                     | 0 – 0                                                        | Crystal Palace                                                                                      | de Gea, Darmian, Lindelöf, Smalling, Young, Matić, Pogba (68' Sánchez), Lingard (60' Fellaini), Mata (60' Rashford), Martial, Lukaku     |
| 24 listopada 2018, 16:00 Old Trafford 74 516 widzów                 |                                                                       |                                                              | | de Gea, Darmian, Lindelöf, Smalling, Young, Matić, Pogba (68' Sánchez), Lingard (60' Fellaini), Mata (60' Rashford), Martial, Lukaku     |
| 1 grudnia 2018, 18:30 St Mary’s Stadium 30 187 widzów               | Southampton                                                           | 2 – 2                                                        | Manchester United                                                                                   | de Gea, Young, Matić, Jones, Shaw (72' Dalot), McTominay, Herrera, Fellaini, Pogba, Lukaku (86' Lingard), Rashford (76' Martial)         |
| 1 grudnia 2018, 18:30 St Mary’s Stadium 30 187 widzów               | 13' Stuart Armstrong 20' Cédric Soares                                |                                                              | Romelu Lukaku 33' Ander Herrera 39'                                                                 | de Gea, Young, Matić, Jones, Shaw (72' Dalot), McTominay, Herrera, Fellaini, Pogba, Lukaku (86' Lingard), Rashford (76' Martial)         |
| 5 grudnia 2018, 21:00 Old Trafford 74 507 widzów                    | Manchester United                                                     | 2 – 2                                                        | Arsenal                                                                                             | de Gea, Darmian, Bailly, Rojo (72' Fellaini), Smalling, Dalot, Herrera, Matić, Martial (63' Lukaku), Lingard (76' Pogba), Rashford       |
| 5 grudnia 2018, 21:00 Old Trafford 74 507 widzów                    | 30' Anthony Martial 69' Jesse Lingard                                 |                                                              | Shkodran Mustafi 26' Marcos Rojo 68' (sam.)                                                         | de Gea, Darmian, Bailly, Rojo (72' Fellaini), Smalling, Dalot, Herrera, Matić, Martial (63' Lukaku), Lingard (76' Pogba), Rashford       |
| 8 grudnia 2018, 16:00 Old Trafford 74 523 widzów                    | Manchester United                                                     | 4 – 1                                                        | Fulham                                                                                              | de Gea, Dalot, Jones, Smalling (59' Rojo), Young, Herrera, Matić, Mata, Lingard (73' Fred), Rashford (84' McTominay), Lukaku             |
| 8 grudnia 2018, 16:00 Old Trafford 74 523 widzów                    | 13' Ashley Young 28' Juan Mata 43' Romelu Lukaku 82' Marcus Rashford  |                                                              | Aboubakar Kamara 67' (r.k.)                                                                         | de Gea, Dalot, Jones, Smalling (59' Rojo), Young, Herrera, Matić, Mata, Lingard (73' Fred), Rashford (84' McTominay), Lukaku             |
| 16 grudnia 2018, 17:00 Anfield 52 908 widzów                        | Liverpool                                                             | 3 – 1                                                        | Manchester United                                                                                   | de Gea, Bailly, Lindelöf, Darmian, Dalot (46' Fellaini), Herrera (79' Martial), Matić, Young, Rashford, Lukaku, Lingard (85' Mata)       |
| 16 grudnia 2018, 17:00 Anfield 52 908 widzów                        | 24' Sadio Mané 73' Xherdan Shaqiri 80' Xherdan Shaqiri                |                                                              | Jesse Lingard 33'                                                                                   | de Gea, Bailly, Lindelöf, Darmian, Dalot (46' Fellaini), Herrera (79' Martial), Matić, Young, Rashford, Lukaku, Lingard (85' Mata)       |
| 22 grudnia 2018, 18:30 Cardiff City Stadium 33 028 widzów           | Cardiff City                                                          | 1 – 5                                                        | Manchester United                                                                                   | de Gea, Shaw, Lindelöf, Jones, Young, Matić (87' Fellaini), Herrera, Pogba, Lingard, Rashford (79' Fred), Martial (87' Pereira)          |
| 22 grudnia 2018, 18:30 Cardiff City Stadium 33 028 widzów           | 38' Víctor Camarasa (r.k.)                                            |                                                              | Marcus Rashford 3' Ander Herrera 29' Anthony Martial 41' Jesse Lingard 57' (r.k.) Jesse Lingard 90' | de Gea, Shaw, Lindelöf, Jones, Young, Matić (87' Fellaini), Herrera, Pogba, Lingard, Rashford (79' Fred), Martial (87' Pereira)          |
| 26 grudnia 2018, 16:00 Old Trafford 74 523 widzów                   | Manchester United                                                     | 3 – 1                                                        | Huddersfield Town                                                                                   | de Gea, Dalot (53' Young), Jones, Lindelöf, Shaw, Fred (53' Herrera), Matić, Pogba, Mata (80' Gomes), Lingard, Rashford                  |
| 26 grudnia 2018, 16:00 Old Trafford 74 523 widzów                   | 28' Nemanja Matić 64' Paul Pogba 78' Paul Pogba                       |                                                              | Mathias Jørgensen 88'                                                                               | de Gea, Dalot (53' Young), Jones, Lindelöf, Shaw, Fred (53' Herrera), Matić, Pogba, Mata (80' Gomes), Lingard, Rashford                  |
| 30 grudnia 2018, 17:30 Old Trafford 74 556 widzów                   | Manchester United                                                     | 4 – 1                                                        | Bournemouth                                                                                         | de Gea, Young, Bailly, Lindelöf, Shaw, Matić, Herrera (76' Pereira), Pogba, Lingard, Martial (81' Jones), Rashford (70' Lukaku)          |
| 30 grudnia 2018, 17:30 Old Trafford 74 556 widzów                   | 5' Paul Pogba 33' Paul Pogba 45' Marcus Rashford 72' Romelu Lukaku    |                                                              | Nathan Aké 45+2'                                                                                    | de Gea, Young, Bailly, Lindelöf, Shaw, Matić, Herrera (76' Pereira), Pogba, Lingard, Martial (81' Jones), Rashford (70' Lukaku)          |
| 2 stycznia 2019, 21:00 St James’ Park 52 217 widzów                 | Newcastle United                                                      | 0 – 2                                                        | Manchester United                                                                                   | de Gea, Valencia, Jones, Lindelöf, Shaw, Herrera, Matić, Mata (63' Sánchez), Pogba, Martial (63' Lukaku), Rashford (87' Lingard)         |
| 2 stycznia 2019, 21:00 St James’ Park 52 217 widzów                 |                                                                       | Romelu Lukaku 64' Marcus Rashford 80'                        | | de Gea, Valencia, Jones, Lindelöf, Shaw, Herrera, Matić, Mata (63' Sánchez), Pogba, Martial (63' Lukaku), Rashford (87' Lingard)         |
| 13 stycznia 2019, 17:30 Wembley 80 062 widzów                       | Tottenham Hotspur                                                     | 0 – 1                                                        | Manchester United                                                                                   | de Gea, Young, Lindelöf, Jones, Shaw, Matić, Herrera, Pogba (90' McTominay), Lingard (83' Dalot), Rashford, Martial (72' Lukaku)         |
| 13 stycznia 2019, 17:30 Wembley 80 062 widzów                       |                                                                       | Marcus Rashford 44'                                          | | de Gea, Young, Lindelöf, Jones, Shaw, Matić, Herrera, Pogba (90' McTominay), Lingard (83' Dalot), Rashford, Martial (72' Lukaku)         |
| 19 stycznia 2019, 16:00 Old Trafford 74 532 widzów                  | Manchester United                                                     | 2 – 1                                                        | Brighton & Hove Albion                                                                              | de Gea, Young, Lindelöf, Jones, Dalot, Matić, Herrera, Pogba, Lingard (75' Mata), Rashford (90+4' Darmian), Martial (82' Lukaku)         |
| 19 stycznia 2019, 16:00 Old Trafford 74 532 widzów                  | 27' Paul Pogba (r.k.) 42' Marcus Rashford                             |                                                              | Pascal Groß 72'                                                                                     | de Gea, Young, Lindelöf, Jones, Dalot, Matić, Herrera, Pogba, Lingard (75' Mata), Rashford (90+4' Darmian), Martial (82' Lukaku)         |
| 29 stycznia 2019, 21:00 Old Trafford 74 529 widzów                  | Manchester United                                                     | 2 – 2                                                        | Burnley                                                                                             | de Gea, Young, Lindelöf, Jones, Shaw, Matić, Pereira (63' Lingard), Mata, Pogba, Rashford, Lukaku (67' Sánchez)                          |
| 29 stycznia 2019, 21:00 Old Trafford 74 529 widzów                  | 87' Paul Pogba (r.k.) 90+2' Victor Lindelöf                           |                                                              | Ashley Barnes 51' Chris Wood 81'                                                                    | de Gea, Young, Lindelöf, Jones, Shaw, Matić, Pereira (63' Lingard), Mata, Pogba, Rashford, Lukaku (67' Sánchez)                          |
| 3 lutego 2019, 15:05 King Power Stadium 32 148 widzów               | Leicester City                                                        | 0 – 1                                                        | Manchester United                                                                                   | de Gea, Young, Lindelöf, Bailly, Shaw, Herrera, Matić, Lingard (90' Jones), Pogba, Sánchez (67' Martial), Rashford (77' Lukaku)          |
| 3 lutego 2019, 15:05 King Power Stadium 32 148 widzów               |                                                                       | Marcus Rashford 9'                                           | | de Gea, Young, Lindelöf, Bailly, Shaw, Herrera, Matić, Lingard (90' Jones), Pogba, Sánchez (67' Martial), Rashford (77' Lukaku)          |
| 9 lutego 2019, 13:30 Craven Cottage 25 001 widzów                   | Fulham                                                                | 0 – 3                                                        | Manchester United                                                                                   | de Gea, Dalot, Jones, Smalling, Shaw, Herrera (85' Bailly), Matić, Mata, Pogba (74' McTominay), Martial (70' Sánchez), Lukaku            |
| 9 lutego 2019, 13:30 Craven Cottage 25 001 widzów                   |                                                                       | Paul Pogba 14' Anthony Martial 23' Paul Pogba 65' (r.k.)     | | de Gea, Dalot, Jones, Smalling, Shaw, Herrera (85' Bailly), Matić, Mata, Pogba (74' McTominay), Martial (70' Sánchez), Lukaku            |
| 24 lutego 2019, 15:05 Old Trafford 74 519 widzów                    | Manchester United                                                     | 0 – 0                                                        | Liverpool                                                                                           | de Gea, Young, Lindelöf, Smalling, Shaw, Herrera (21' Pereira), McTominay, Pogba, Mata (25' Lingard {43' Sánchez}), Lukaku, Rashford     |
| 24 lutego 2019, 15:05 Old Trafford 74 519 widzów                    |                                                                       |                                                              | | de Gea, Young, Lindelöf, Smalling, Shaw, Herrera (21' Pereira), McTominay, Pogba, Mata (25' Lingard {43' Sánchez}), Lukaku, Rashford     |
| 27 lutego 2019, 21:00 Selhurst Park 25 754 widzów                   | Crystal Palace                                                        | 1 – 3                                                        | Manchester United                                                                                   | de Gea, Young, Lindelöf, Smalling, Shaw, McTominay, Dalot (77' Bailly), Fred (90' Garner), Pogba, Sánchez (77' Rashford), Lukaku         |
| 27 lutego 2019, 21:00 Selhurst Park 25 754 widzów                   | 66' Joel Ward                                                         |                                                              | Romelu Lukaku 33' Romelu Lukaku 52' Ashley Young 83'                                                | de Gea, Young, Lindelöf, Smalling, Shaw, McTominay, Dalot (77' Bailly), Fred (90' Garner), Pogba, Sánchez (77' Rashford), Lukaku         |
| 2 marca 2019, 16:00 Old Trafford 74 459 widzów                      | Manchester United                                                     | 3 – 2                                                        | Southampton                                                                                         | de Gea, Young, Smalling, Lindelöf, Shaw, McTominay, Pereira (81' Fred), Pogba, Sánchez (51' Dalot), Rashford (90+5' Chong), Lukaku       |
| 2 marca 2019, 16:00 Old Trafford 74 459 widzów                      | 53' Andreas Pereira 59' Romelu Lukaku 88' Romelu Lukaku               |                                                              | Yan Valery 26' James Ward-Prowse 75'                                                                | de Gea, Young, Smalling, Lindelöf, Shaw, McTominay, Pereira (81' Fred), Pogba, Sánchez (51' Dalot), Rashford (90+5' Chong), Lukaku       |
| 10 marca 2019, 17:30 Emirates Stadium 60 000 widzów                 | Arsenal                                                               | 2 – 0                                                        | Manchester United                                                                                   | de Gea, Young, Lindelöf, Smalling, Shaw, Matić (80' Greenwood), Fred, Dalot (70' Martial), Pogba, Rashford, Lukaku                       |
| 10 marca 2019, 17:30 Emirates Stadium 60 000 widzów                 | 12' Granit Xhaka 69' Pierre-Emerick Aubameyang (r.k.)                 |                                                              | | de Gea, Young, Lindelöf, Smalling, Shaw, Matić (80' Greenwood), Fred, Dalot (70' Martial), Pogba, Rashford, Lukaku                       |
| 30 marca 2019, 16:00 Old Trafford 74 543 widzów                     | Manchester United                                                     | 2 – 1                                                        | Watford                                                                                             | de Gea, Young, Jones, Smalling, Shaw, Herrera (63' Pereira), Matić, Pogba, Mata (63' Lingard), Rashford, Martial (77' Rojo)              |
| 30 marca 2019, 16:00 Old Trafford 74 543 widzów                     | 28' Marcus Rashford 72' Anthony Martial                               |                                                              | Abdoulaye Doucouré 90'                                                                              | de Gea, Young, Jones, Smalling, Shaw, Herrera (63' Pereira), Matić, Pogba, Mata (63' Lingard), Rashford, Martial (77' Rojo)              |
| 2 kwietnia 2019, 20:45 Molineux Stadium 31 302 widzów               | Wolverhampton Wanderers                                               | 2 – 1                                                        | Manchester United                                                                                   | de Gea, Young, Lindelöf, Smalling, Shaw, McTominay, Fred (65' Jones), Dalot (84' Pereira), Pogba, Lingard, Lukaku (73' Martial)          |
| 2 kwietnia 2019, 20:45 Molineux Stadium 31 302 widzów               | 25' Diogo Jota 77' Chris Smalling (sam.)                              |                                                              | Scott McTominay 13'                                                                                 | de Gea, Young, Lindelöf, Smalling, Shaw, McTominay, Fred (65' Jones), Dalot (84' Pereira), Pogba, Lingard, Lukaku (73' Martial)          |
| 13 kwietnia 2019, 18:30 Old Trafford 74 478 widzów                  | Manchester United                                                     | 2 – 1                                                        | West Ham United                                                                                     | de Gea, Dalot, Jones, Smalling, Rojo (75' Pereira), Mata (55' Rashford), Fred, Pogba, Lingard, Lukaku (75' Greenwood), Martial           |
| 13 kwietnia 2019, 18:30 Old Trafford 74 478 widzów                  | 19' Paul Pogba (r.k.) 80' Paul Pogba (r.k.)                           |                                                              | Felipe Anderson 49'                                                                                 | de Gea, Dalot, Jones, Smalling, Rojo (75' Pereira), Mata (55' Rashford), Fred, Pogba, Lingard, Lukaku (75' Greenwood), Martial           |
| 21 kwietnia 2019, 14:30 Goodison Park 39 395 widzów                 | Everton                                                               | 4 – 0                                                        | Manchester United                                                                                   | de Gea, Lindelöf, Smalling, Jones (46' Young), Dalot, Matić, Fred (46' McTominay), Pogba, Rashford (77' Pereira), Martial, Lukaku        |
| 21 kwietnia 2019, 14:30 Goodison Park 39 395 widzów                 | 13' Richarlison 28' Gylfi Sigurðsson 56' Lucas Digne 64' Theo Walcott |                                                              | | de Gea, Lindelöf, Smalling, Jones (46' Young), Dalot, Matić, Fred (46' McTominay), Pogba, Rashford (77' Pereira), Martial, Lukaku        |
| 24 kwietnia 2019, 21:00 Old Trafford 74 431 widzów                  | Manchester United                                                     | 0 – 2                                                        | Manchester City                                                                                     | de Gea, Darmian (83' Sánchez), Young, Smalling, Lindelöf, Shaw, Pereira (72' Lukaku), Fred, Pogba, Lingard (83' Martial), Rashford       |
| 24 kwietnia 2019, 21:00 Old Trafford 74 431 widzów                  |                                                                       | Bernardo Silva 54' Leroy Sané 66'                            | | de Gea, Darmian (83' Sánchez), Young, Smalling, Lindelöf, Shaw, Pereira (72' Lukaku), Fred, Pogba, Lingard (83' Martial), Rashford       |
| 28 kwietnia 2019, 17:30 Old Trafford 74 526 widzów                  | Manchester United                                                     | 1 – 1                                                        | Chelsea                                                                                             | de Gea, Young, Bailly (71' Rojo), Lindelöf, Shaw, Herrera, Matić, Pogba, Mata (81' McTominay), Rashford (65' Sánchez), Lukaku            |
| 28 kwietnia 2019, 17:30 Old Trafford 74 526 widzów                  | 11' Juan Mata                                                         |                                                              | Marcos Alonso 43'                                                                                   | de Gea, Young, Bailly (71' Rojo), Lindelöf, Shaw, Herrera, Matić, Pogba, Mata (81' McTominay), Rashford (65' Sánchez), Lukaku            |
| 5 maja 2019, 15:00 John Smith’s Stadium 24 263 widzów               | Huddersfield Town                                                     | 1 – 1                                                        | Manchester United                                                                                   | de Gea, Lindelöf (83' Dalot), Jones, Young, Shaw, Matić (54' Herrera), McTominay, Pogba, Mata, Sánchez (54' Chong), Rashford             |
| 5 maja 2019, 15:00 John Smith’s Stadium 24 263 widzów               | 60' Isaac Mbenza                                                      |                                                              | Scott McTominay 8'                                                                                  | de Gea, Lindelöf (83' Dalot), Jones, Young, Shaw, Matić (54' Herrera), McTominay, Pogba, Mata, Sánchez (54' Chong), Rashford             |
| 12 maja 2019, 16:00 Old Trafford 74 457 widzów                      | Manchester United                                                     | 0 – 2                                                        | Cardiff City                                                                                        | de Gea, Young, Jones (46' Martial), Smalling, Dalot (74' Valencia), Pereira (74' Gomes), McTominay, Pogba, Lingard, Rashford, Greenwood  |
| 12 maja 2019, 16:00 Old Trafford 74 457 widzów                      |                                                                       | Nathaniel Mendez-Laing 23' (r.k.) Nathaniel Mendez-Laing 54' | | de Gea, Young, Jones (46' Martial), Smalling, Dalot (74' Valencia), Pereira (74' Gomes), McTominay, Pogba, Lingard, Rashford, Greenwood  |

| Kolejka  | 1 | 2 | 3  | 4  | 5 | 6 | 7  | 8 | 9  | 10 | 11 | 12 | 13 | 14 | 15 | 16 | 17 | 18 | 19 | 20 | 21 | 22 | 23 | 24 | 25 | 26 | 27 | 28 | 29 | 30 | 31 | 32 | 33 | 34 | 35 | 36 | 37 | 38 |
| Rezultat | W | P | P  | W  | W | R | P  | W | R  | W  | W  | P  | R  | R  | R  | W  | P  | W  | W  | W  | W  | W  | W  | R  | W  | W  | R  | W  | W  | P  | W  | P  | W  | P  | P  | R  | R  | P  |
| Miejsce  | 7 | 9 | 13 | 10 | 8 | 7 | 10 | 8 | 10 | 8  | 7  | 8  | 7  | 7  | 8  | 6  | 6  | 6  | 6  | 6  | 6  | 6  | 6  | 6  | 5  | 4  | 6  | 6  | 4  | 5  | 5  | 6  | 6  | 6  | 6  | 6  | 6  | 6  |

| Poz | Klub                    | M  | W  | R | P  | G+ | G- | +/− | Pkt |
| --- | ----------------------- | -- | -- | - | -- | -- | -- | --- | --- |
| 5   | Arsenal                 | 38 | 21 | 7 | 10 | 73 | 51 | +22 | 70  |
| 6   | Manchester United       | 38 | 19 | 9 | 10 | 65 | 54 | +11 | 66  |
| 7   | Wolverhampton Wanderers | 38 | 16 | 9 | 13 | 47 | 46 | +1  | 57  |

### Puchar Anglii
| Szczegóły meczu                                                  | Wynik                                    | Wynik                            | Wynik                                                    | Skład |
| ---------------------------------------------------------------- | ---------------------------------------- | -------------------------------- | -------------------------------------------------------- | --- |
| 5 stycznia 2019, 13:30 Old Trafford 73 198 widzów, 3. runda      | Manchester United                        | 2 – 0                            | Reading                                                  | Romero, Dalot, Darmian, Jones, Young, McTominay, Fred (61' Fellaini), Pereira, Mata (61' Chong), Lukaku, Sánchez (64' Rashford)     |
| 5 stycznia 2019, 13:30 Old Trafford 73 198 widzów, 3. runda      | 22' Juan Mata (r.k.) 45+4' Romelu Lukaku |                                  |                                                          | Romero, Dalot, Darmian, Jones, Young, McTominay, Fred (61' Fellaini), Pereira, Mata (61' Chong), Lukaku, Sánchez (64' Rashford)     |
| 25 stycznia 2019, 20:55 Emirates Stadium 59 571 widzów, 4. runda | Arsenal                                  | 1 – 3                            | Manchester United                                        | Romero, Young, Lindelöf, Bailly, Shaw, Herrera, Matić, Pogba, Lukaku (71' Rashford), Lingard (88' Jones), Sánchez (71' Martial)     |
| 25 stycznia 2019, 20:55 Emirates Stadium 59 571 widzów, 4. runda | 43' Pierre-Emerick Aubameyang            |                                  | Alexis Sánchez 31' Jesse Lingard 33' Anthony Martial 82' | Romero, Young, Lindelöf, Bailly, Shaw, Herrera, Matić, Pogba, Lukaku (71' Rashford), Lingard (88' Jones), Sánchez (71' Martial)     |
| 18 lutego 2019, 20:30 Stamford Bridge 40 562 widzów, 5. runda    | Chelsea                                  | 0 – 2                            | Manchester United                                        | Romero, Young, Lindelöf, Smalling, Shaw, Herrera, Matić, Pogba, Mata (75' Pereira), Lukaku (73' Sánchez), Rashford (90' McTominay)  |
| 18 lutego 2019, 20:30 Stamford Bridge 40 562 widzów, 5. runda    |                                          | Ander Herrera 31' Paul Pogba 45' |                                                          | Romero, Young, Lindelöf, Smalling, Shaw, Herrera, Matić, Pogba, Mata (75' Pereira), Lukaku (73' Sánchez), Rashford (90' McTominay)  |
| 16 marca 2019, 20:55 Molineux Stadium 31 004 widzów, 1/4 finału  | Wolverhampton Wanderers                  | 2 – 1                            | Manchester United                                        | Romero, Dalot, Lindelöf, Smalling, Shaw, Herrera (71' Pereira), Matić (86' Mata), Pogba, Lingard (86' McTominay), Rashford, Martial |
| 16 marca 2019, 20:55 Molineux Stadium 31 004 widzów, 1/4 finału  | 70' Raúl Jiménez 76' Diogo Jota          |                                  | Marcus Rashford 90+5'                                    | Romero, Dalot, Lindelöf, Smalling, Shaw, Herrera (71' Pereira), Matić (86' Mata), Pogba, Lingard (86' McTominay), Rashford, Martial |

### Puchar Ligi
| Szczegóły meczu                                              | Wynik                                | Wynik               | Wynik                              | Skład |
| ------------------------------------------------------------ | ------------------------------------ | ------------------- | ---------------------------------- | --- |
| 25 września 2018, 21:00 Old Trafford 55 227 widzów, 3. runda | Manchester United                    | 2 – 2 (7-8 po r.k.) | Derby County                       | Romero, Dalot, Bailly, Jones, Young, Herrera (63' Fred), Matić, Lingard (63' Fellaini), Mata (70' Grant), Martial, Lukaku |
| 25 września 2018, 21:00 Old Trafford 55 227 widzów, 3. runda | 3' Juan Mata 90+5' Marouane Fellaini |                     | Harry Wilson 59' Jack Marriott 85' | Romero, Dalot, Bailly, Jones, Young, Herrera (63' Fred), Matić, Lingard (63' Fellaini), Mata (70' Grant), Martial, Lukaku |

### Liga Mistrzów
| Szczegóły meczu                                                | Wynik                                  | Wynik                                                    | Wynik                                     | Skład |
| -------------------------------------------------------------- | -------------------------------------- | -------------------------------------------------------- | ----------------------------------------- | --- |
| 19 września 2018, 21:00 Stade de Suisse Wankdorf 31 120 widzów | BSC Young Boys                         | 0 – 3                                                    | Manchester United                         | de Gea, Dalot, Smalling, Lindelöf, Shaw, Fred (69' Fellaini), Matić, Pogba (75' Pereira), Rashford (69' Mata), Lukaku, Martial     |
| 19 września 2018, 21:00 Stade de Suisse Wankdorf 31 120 widzów |                                        | Paul Pogba 35' Paul Pogba 44' (r.k.) Anthony Martial 66' |                                           | de Gea, Dalot, Smalling, Lindelöf, Shaw, Fred (69' Fellaini), Matić, Pogba (75' Pereira), Rashford (69' Mata), Lukaku, Martial     |
| 2 października 2018, 21:00 Old Trafford 73 569 widzów          | Manchester United                      | 0 – 0                                                    | Valencia CF                               | de Gea, Valencia, Smalling, Bailly, Shaw, Matić, Pogba, Fellaini, Rashford, Sánchez (76' Martial), Lukaku                          |
| 2 października 2018, 21:00 Old Trafford 73 569 widzów          |                                        |                                                          |                                           | de Gea, Valencia, Smalling, Bailly, Shaw, Matić, Pogba, Fellaini, Rashford, Sánchez (76' Martial), Lukaku                          |
| 23 października 2018, 21:00 Old Trafford 73 946 widzów         | Manchester United                      | 0 – 1                                                    | Juventus F.C.                             | de Gea, Young, Lindelöf, Smalling, Shaw, Matić, Pogba, Rashford, Mata, Martial, Lukaku                                             |
| 23 października 2018, 21:00 Old Trafford 73 946 widzów         |                                        | Paulo Dybala 17'                                         |                                           | de Gea, Young, Lindelöf, Smalling, Shaw, Matić, Pogba, Rashford, Mata, Martial, Lukaku                                             |
| 7 listopada 2018, 21:00 Juventus Stadium 41 470 widzów         | Juventus F.C.                          | 1 – 2                                                    | Manchester United                         | de Gea, Young, Smalling, Lindelöf, Shaw, Herrera (79' Mata), Matić, Pogba, Lingard (70' Rashford), Sánchez (79' Fellaini), Martial |
| 7 listopada 2018, 21:00 Juventus Stadium 41 470 widzów         | 65' Cristiano Ronaldo                  |                                                          | Juan Mata 86' Leonardo Bonucci 90' (sam.) | de Gea, Young, Smalling, Lindelöf, Shaw, Herrera (79' Mata), Matić, Pogba, Lingard (70' Rashford), Sánchez (79' Fellaini), Martial |
| 27 listopada 2018, 21:00 Old Trafford 72 876 widzów            | Manchester United                      | 1 – 0                                                    | BSC Young Boys                            | de Gea, Valencia (72' Mata), Smalling, Jones, Shaw, Matić, Fellaini, Fred (64' Pogba), Lingard (64' Lukaku), Rashford, Martial     |
| 27 listopada 2018, 21:00 Old Trafford 72 876 widzów            | 90+1' Marouane Fellaini                |                                                          |                                           | de Gea, Valencia (72' Mata), Smalling, Jones, Shaw, Matić, Fellaini, Fred (64' Pogba), Lingard (64' Lukaku), Rashford, Martial     |
| 12 grudnia 2018, 21:00 Estadio Mestalla 36 544 widzów          | Valencia CF                            | 2 – 1                                                    | Manchester United                         | Romero, Valencia, Jones, Bailly, Rojo (46' Young), Fred (57' Rashford), Fellaini, Mata, Pogba, Pereira, Lukaku (69' Lingard)       |
| 12 grudnia 2018, 21:00 Estadio Mestalla 36 544 widzów          | 17' Carlos Soler 47' Phil Jones (sam.) |                                                          | Marcus Rashford 87'                       | Romero, Valencia, Jones, Bailly, Rojo (46' Young), Fred (57' Rashford), Fellaini, Mata, Pogba, Pereira, Lukaku (69' Lingard)       |

| Drużyna           | M | W | R | P | G+ | G- | +/− | Pkt |
| ----------------- | - | - | - | - | -- | -- | --- | --- |
| Juventus F.C.     | 6 | 4 | 0 | 2 | 9  | 4  | +5  | 12  |
| Manchester United | 6 | 3 | 1 | 2 | 7  | 4  | +3  | 10  |
| Valencia CF       | 6 | 2 | 2 | 2 | 6  | 6  | 0   | 8   |
| BSC Young Boys    | 6 | 1 | 1 | 4 | 4  | 12 | -8  | 4   |

| Szczegóły meczu                                                              | Wynik                                                   | Wynik                                  | Wynik                                                           | Skład |
| ---------------------------------------------------------------------------- | ------------------------------------------------------- | -------------------------------------- | --------------------------------------------------------------- | --- |
| 12 lutego 2019, 21:00 Old Trafford 1/8 finału, pierwszy mecz 74 054 widzów   | Manchester United                                       | 0 – 2                                  | Paris Saint-Germain                                             | de Gea, Young, Lindelöf, Bailly, Shaw, Matić, Herrera, Pogba, Lingard (45+5' Sánchez), Martial (46' Mata), Rashford (84' Lukaku)    |
| 12 lutego 2019, 21:00 Old Trafford 1/8 finału, pierwszy mecz 74 054 widzów   |                                                         | Presnel Kimpembe 53' Kylian Mbappé 60' |                                                                 | de Gea, Young, Lindelöf, Bailly, Shaw, Matić, Herrera, Pogba, Lingard (45+5' Sánchez), Martial (46' Mata), Rashford (84' Lukaku)    |
| 6 marca 2019, 21:00 Parc des Princes 1/8 finału, drugi mecz 47 441 widzów    | Paris Saint-Germain                                     | 1 – 3                                  | Manchester United                                               | de Gea, Young (87' Greenwood), Bailly (35' Dalot), Smalling, Lindelöf, Shaw, McTominay, Fred, Pereira (80' Chong), Rashford, Lukaku |
| 6 marca 2019, 21:00 Parc des Princes 1/8 finału, drugi mecz 47 441 widzów    | 12' Juan Bernat                                         |                                        | Romelu Lukaku 2' Romelu Lukaku 30' Marcus Rashford 90+4' (r.k.) | de Gea, Young (87' Greenwood), Bailly (35' Dalot), Smalling, Lindelöf, Shaw, McTominay, Fred, Pereira (80' Chong), Rashford, Lukaku |
| 10 kwietnia 2019, 21:00 Old Trafford 1/4 finału, pierwszy mecz 74 093 widzów | Manchester United                                       | 0 – 1                                  | FC Barcelona                                                    | de Gea, Young, Lindelöf, Smalling, Shaw, Dalot (74' Lingard), Fred, McTominay, Pogba, Rashford (85' Pereira), Lukaku (67' Martial)  |
| 10 kwietnia 2019, 21:00 Old Trafford 1/4 finału, pierwszy mecz 74 093 widzów |                                                         | Luke Shaw 12' (sam.)                   |                                                                 | de Gea, Young, Lindelöf, Smalling, Shaw, Dalot (74' Lingard), Fred, McTominay, Pogba, Rashford (85' Pereira), Lukaku (67' Martial)  |
| 16 kwietnia 2019, 21:00 Camp Nou 1/4 finału, drugi mecz 96 708 widzów        | FC Barcelona                                            | 3 – 0                                  | Manchester United                                               | de Gea, Jones, Lindelöf, Smalling, Young, Fred, McTominay, Pogba, Martial (65' Dalot), Lingard (80' Sánchez), Rashford (73' Lukaku) |
| 16 kwietnia 2019, 21:00 Camp Nou 1/4 finału, drugi mecz 96 708 widzów        | 16' Lionel Messi 20' Lionel Messi 61' Philippe Coutinho |                                        |                                                                 | de Gea, Jones, Lindelöf, Smalling, Young, Fred, McTominay, Pogba, Martial (65' Dalot), Lingard (80' Sánchez), Rashford (73' Lukaku) |

## Transfery
Przyszli
| Data       | Piłkarz     | Pozycja  | Klub             |
| ---------- | ----------- | -------- | ---------------- |
| 01/07/2018 | Diogo Dalot | Obrońca  | FC Porto         |
| 01/07/2018 | Fred        | Pomocnik | Szachtar Donieck |
| 03/07/2018 | Lee Grant   | Bramkarz | Stoke City       |

Odeszli
| Data       | Piłkarz           | Pozycja  | Klub                 |
| ---------- | ----------------- | -------- | -------------------- |
| 01/07/2018 | Michael Carrick   | Pomocnik | wolny agent          |
| 03/07/2018 | Sam Johnstone     | Bramkarz | West Bromwich Albion |
| 17/07/2018 | Daley Blind       | Obrońca  | AFC Ajax             |
| 01/02/2019 | Marouane Fellaini | Pomocnik | Shandong Luneng      |